# ウィットネス (ケイティ・ペリーのアルバム)
『ウィットネス』（英: Witness）は、アメリカ合衆国のシンガー・ソングライター、ケイティ・ペリーの5枚目のスタジオ・アルバム。

## 概要

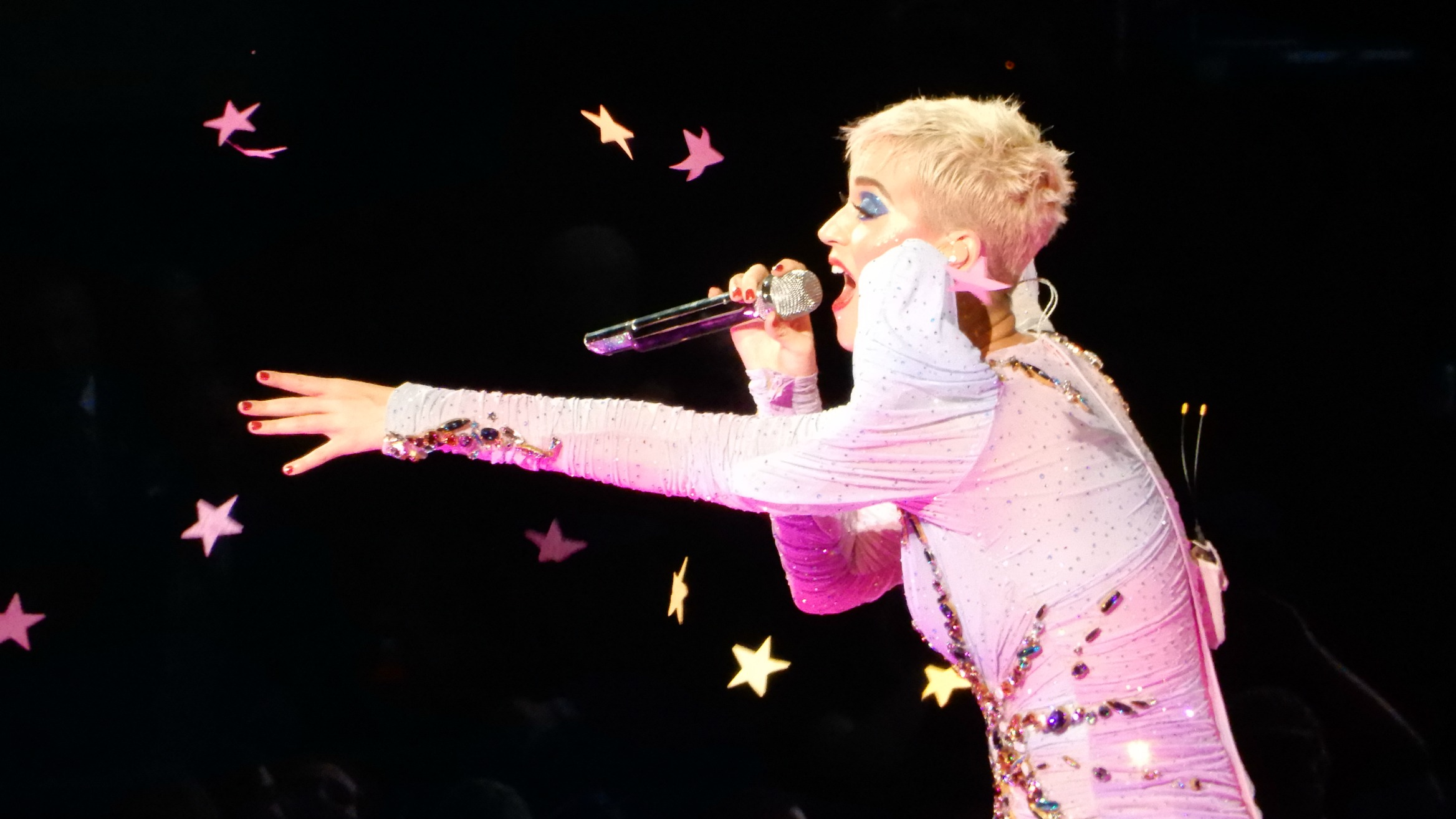
"Witness Tour"

アメリカ合衆国では、16.2万枚のアルバムセールスを含た18万アルバム相当単位を売り上げ Billboard 200で初登場1位を獲得。このアルバムは彼女にとって『ティーンエイジ・ドリーム』（2010年）、『プリズム』（2013年）に続き、3枚目の初登場全米1位を獲得したアルバムとなった。
このアルバムの収録曲である「ボナペティ feat. ミーゴス」のミュージック・ビデオが、MTV VMAJ 2017で最優秀洋楽女性アーティストビデオ賞を受賞した。
アルバムをサポートするコンサートツアー「Witness: The Tour」が2017年9月19日にモントリオールからスタート。2018年3月にはさいたまスーパーアリーナにて来日公演が開催された。

## アートワークについて
アルバムのカバーアートは眼球が口の中にあるというデザインだが、ペリーはその意図を『ザ・トゥナイト・ショー・スタリーング・ジミー・ファロン』にゲスト出演した際に次のように説明している。
音楽は私を旅に連れて行ってくれる。それは私の心を再教育し、考え方を大きく変化させてきた。なので、私の教育と意識は自分の声に由来し、それが私の世界の見方であり、それがあなたを私が目撃する方法で、あなたが私を目撃する方法でもある、これが口の中に目がある理由だ。

## 収録曲
| #         | タイトル                                                                      | 作詞      | 作曲・編曲 | 原題                  | 時間 |
| --------- | ----------------------------------------------------------------------------- | --------- | ---------- | --------------------- | ---- |
| 1.        | 「ウィットネス」                                                              |           |            | Witness               | 4:10 |
| 2.        | 「ヘイ・ヘイ・ヘイ」                                                          |           |            | Hey Hey Hey           | 3:34 |
| 3.        | 「ルーレット」                                                                |           |            | Roulette              | 3:18 |
| 4.        | 「スウィッシュ・スウィッシュ feat. ニッキー・ミナージュ」                     |           |            | Swish Swish           | 4:02 |
| 5.        | 「デジャヴ」                                                                  |           |            | Déjà Vu               | 3:17 |
| 6.        | 「パワー」                                                                    |           |            | Power                 | 3:46 |
| 7.        | 「マインド・メイズ」                                                          |           |            | Mind Maze             | 4:08 |
| 8.        | 「ミス・ユー・モア」                                                          |           |            | Miss You More         | 3:54 |
| 9.        | 「チェーン・トゥ・ザ・リズム～これがわたしイズム～ feat. スキップ・マーリー」 |           |            | Chained to the Rhythm | 3:57 |
| 10.       | 「ツナミ」                                                                    |           |            | Tsunami               | 3:23 |
| 11.       | 「ボナペティ feat. ミーゴス」                                                 |           |            | Bon Appétit           | 3:47 |
| 12.       | 「ビガー・ザン・ミー」                                                        |           |            | Bigger Than Me        | 4:00 |
| 13.       | 「セイヴ・アズ・ドラフト」                                                    |           |            | Save as Draft         | 3:48 |
| 14.       | 「ペンデュラム」                                                              |           |            | Pendulum              | 4:00 |
| 15.       | 「イントゥ・ミー・ユー・シー」                                                |           |            | Into Me You See       | 4:24 |
| 16.       | 「ダンス・ウィズ・ザ・デヴィル」(日本盤&海外デラックス盤ボーナス・トラック)   |           |            | Dance With The Devil  | 3:49 |
| 17.       | 「アクト・マイ・エイジ」(日本盤&海外デラックス盤ボーナス・トラック)           |           |            | Act My Age            | 3:41 |
| 合計時間: | 合計時間:                                                                     | 合計時間: | 65:07      |                       |      |

| #         | タイトル                                            | 作詞  | 作曲・編曲 | 時間 |
| --------- | --------------------------------------------------- | ----- | ---------- | ---- |
| 1.        | 「Chained to the Rhythm」(Music video)              |       |            | 4:00 |
| 2.        | 「Chained to the Rhythm」(The Making Of Pt. 1 Of 2) |       |            | 5:50 |
| 3.        | 「Chained to the Rhythm」(The Making Of Pt. 2 Of 2) |       |            | 4:36 |
| 合計時間: | 合計時間:                                           | 14:26 |            |      |